# Paràlisi del son
La paràlisi del son (PS) és una condició muscular produïda per l'atonia que ocorre mentre la persona dorm. S'observa majoritàriament en els moments en què l'individu està despertant-se o quedant-se adormit, o començant una fase REM del son.
Segons la classificació internacional de trastorns del son, la paràlisi del son consisteix en un període d'inhabilitat per a fer moviments voluntaris a l'inici del somni (hipnagògica o forma predormital) o en despertar-se, sigui durant la nit o el matí (hipnopòmpica o forma postdormital). Es produeix una immobilitat total del tronc, les cames i els braços, però el cap resta amb llibertat de moviment.
La paràlisi és totalment normal i es produeix cada vegada que un dorm. És el mecanisme natural de defensa de l'organisme per a evitar "escenificar físicament els somnis", la qual cosa podria resultar nociva i perillosa per a l'individu adormit (somnambulisme).
Normalment, no s'està conscient en aquest estat, però alguns individus són susceptibles de sofrir episodis de paràlisi estant conscients. Això pot ocasionar que l'individu barregi sensacions reals de l'entorn que l'envolta amb qualsevol mena d'al·lucinació produïda per un somni, com pot ser sentir una sensació d'ofec o dificultat per a respirar, amb opressió del pit (al·lucinació íncube) , palpitacions i altres sensacions d'origen fisiològic (al·lucinacions visuals o sonores en les quals la persona veu ombres, persones, criatures o sons molt realistes). Aquesta paràlisi, acompanyada per temor en la persona que la pateix, es coneix com a malson, en el sentit clàssic de la paraula. El temps de duració de la paràlisi està entre uns pocs segons i alguns minuts i aquesta finalitza de forma espontànea o a causa del contacte físic o verbal d'una persona externa.
En aquest estat, el subjecte se sent incapaç de fer qualsevol moviment o de parlar, però és plenament conscient de la seva situació i del que ocorre en el seu medi circumdant, ja que pot sentir, olorar o percebre sensacions tàctils, fins i tot veure-hi si té els ulls oberts.
Aquesta condició, normalment, s'inicia durant l'adolescència o al principi de l'edat adulta.
Hi ha una classificació segons la repetició de la paràlisi al llarg del temps. Diem que és lleu si aquesta es produeix un cop al mes, moderat si es produeix més d'un cop al mes i sever si es produeix mínim un cop per setmana.
Aquesta condició és inofensiva i no posa en perill la salut física o mental de qui la pateix, però sí és un indicador de mals hàbits que pot estar portant la persona que ho experimenta. Per exemple:
- mals hàbits de son
- alteracions del cicle del son
- canvis bruscos de la zona horària (jet lag)
- estrés mental
- cansanci físic
- dormir cap per amunt